# امبالا، بنگلادش
امبالا (به لاتین: Ambala) یک منطقهٔ مسکونی در بنگلادش است که در استان باریسال واقع شده‌است.